# 抑揚格
抑揚格（英語：iamb，/ˈaɪæm/，或，ḯambos），又譯為輕重格、弱強格、短長格，是一種音步，使用於多種不同的格律詩之中。抑揚格由一個輕讀的音節，加上一個重讀的音節組成，最早起源於古希臘的韵律。相反的，一個重讀音節，加上一個輕讀音節，則稱為揚抑格。

## 概論

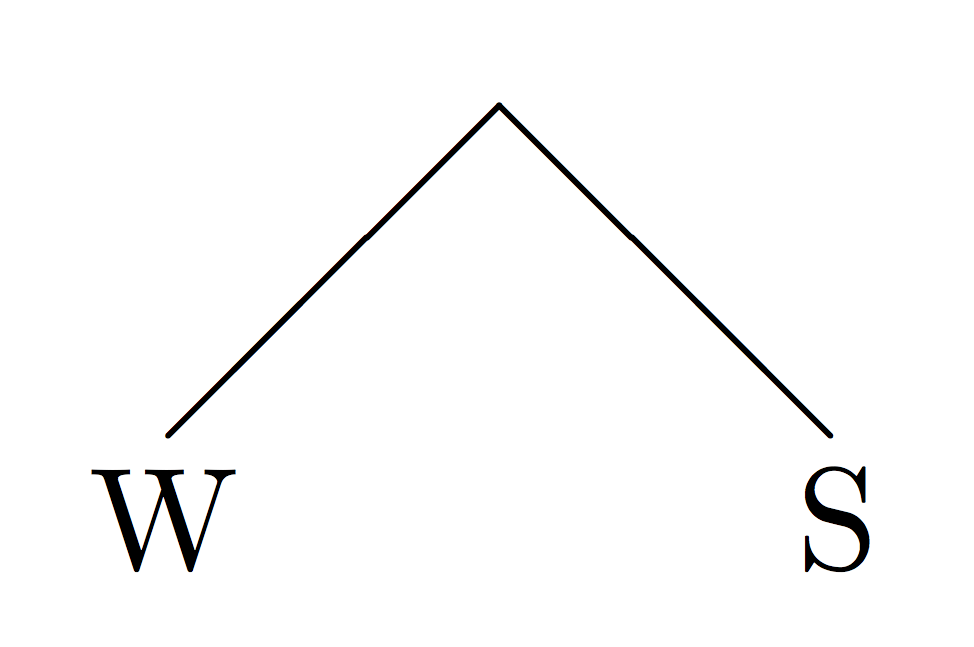
抑揚格的樹狀圖。 W = 弱音節， S = 強音節

在英語口語中，原有輕音節與重音節的區別。以一個輕音，加上一個重音形成的音步，稱為抑揚格。
舉例來說，這個單字本身是一個音步，具備抑揚格的特性（x代表輕音，/代表重音）：
| x   | /     |
| at- | tempt |

在法語中，則是以一個短母音音節跟一個長母音音節形成一個抑揚格音步。
一個句子中，有五個音步，稱為五步格。採抑揚格音步的五步格，稱為抑揚五步格。

## 種類

### 三步格
由胡適發明